# Еррінофілія
Ерринофілія (грец. φιλέω — люблю) — колекціонування непоштових (недержавних) марок, тобто марок, не призначених для оплати поштового збору. Непоштові знаки найчастіше бувають зовні дуже подібними до поштових марок, вони мають друковані зображення на папері або картоні, зубці по краях (або просічку), з клеєм на звороті або без нього. Це можуть бути також марки оплати внесків різних товариств і громадських організацій: Червоного Хреста, мисливців і рибалок, охорони пам'яток історії та культури, профспілки, партійних організацій тощо .Окрім цього, це ще можуть бути наліпки, блоки, стяжки, повістки, облатки.
Облатки — це кружальця з паперу, намазаного зі звороту клеєм, які використовують для запечатування листів, склеювання паперу. Зараз використовуються зрідка.
Ерринофілія перебуває на стику боністики і філателії. Окремого клубу в ерринофілістів нема, тому вони відвідують клуби філателістів або боністів.

## Історія українських непоштових марок
Недержавні марки у філателістичній термінології мають загальну назву "приватні марки". Такі марки відомі здавна в багатьох країнах світу, однак вони становлять інтерес здебільшого лише для колекціонерів певної національності чи країни як історична пам'ятка. Недержавні марки видавали різні українські організації у XX ст., використовуючи їх для збирання грошей на різні цілі з метою пропаганди Української ідеї.  Юліан Юрій Максимчук, відомий діяч українського філателістичного руху, видав 1950 року в Німеччині «Каталог українських поштових марок», частина 2 якого присвячена недержавним випускам. 
Серед українських еміґрантів у Європі в період між 1949 та 1983 рр. діяла так звана ППУ — Підпільна Пошта України: українці наклеювали на конверти поряд з офіційними державними марками країни, звідки відправляли поштову кореспонденцію, також і марки ППУ. Такі марки Підпільної Пошти не виконували ролі сплати поштових послуг, тобто були недержавними марками. Однак марки ППУ мали важливе ідеологічно-пропагандистське значення. Заснована ППУ була у Мюнхені (Західна Німеччина), її засновником і постійним працівником був філателіст Любомир Рихтицький, який співпрацював з Юліаном Юрієм Максимчуком. За період свого функціонування ППУ випустила 3 700 основних типів марок. А оскільки їх видавали в зубкованому та незубкованому вигляді, то кількість випусків становила 7 000. Марки були надруковані на якісному папері (часто з водяними знаками) та на високому поліграфічному рівні.
В українській скаутській організації «Пласт» також видавали непоштові марки, починаючи з 1926 року.